# Reacție endergonică

Grafic reprezentând o reacție endergonică (energia liberă pe măsură ce progresează reacția chimică)

O reacție endergonică este orice reacție chimică în care variația energiei libere este pozitivă, adică în care nu există o eliberare de energie liberă, iar pentru a se putea desfășura este necesară o sursă de energie suplimentară. Astfel de reacții sunt nefavorabile și nu au loc spontan.
Variația energiei libere standard (la temperatură și presiune constantă, condiții standard) va fi pozitivă:
{\displaystyle \Delta G^{\circ }>0}